# Collegium Vocale Gent
Das Collegium Vocale Gent ist ein 1970 von dem aus Gent stammenden Philippe Herreweghe gegründeter professioneller Chor.

## Beschreibung
In den 1970er Jahren war das Collegium Vocale einer der ersten Chöre, die die Erkenntnisse der historischen Aufführungspraxis anwandten. Sehr schnell wurden namhafte Barockdirigenten wie Gustav Leonhardt, Ton Koopman und Nikolaus Harnoncourt auf den Chor aufmerksam. Philippe Herreweghe machte mit dem Chor eine vielbeachtete Gesamtaufnahme der Kantaten von Johann Sebastian Bach.
Das Collegium Vocale verdankt seinen Ruf auch der Interpretation der Werke von Komponisten des mitteldeutschen Barock, wie Bach und Heinrich Schütz. Das Repertoire des Chores umfasst inzwischen Werke der Renaissance bis hin zur Romantik.
Seit 1989 besteht das Orchester des Collegium Vocale Gent, das sich je nach Bedarf aus erstklassigen internationalen Barockinterpreten zusammensetzt, um gemeinsam mit dem Chor aufzutreten.

## Weblink
- Website des Collegium Vocale Gent